# Club Roma Futsal
L'Associazione Sportiva Dilettantistica Club Roma Futsal è una squadra italiana di calcio a 5 con sede a Roma, fondata nel 2004 dalla fusione di due tra le squadre più titolate d'Italia: la Roma RCB e il Gruppo Sportivo BNL.

## Storia
Nel primo campionato disputato, la Roma Calcio a 5 guidata da Maurizi chiude la stagione regolare in testa alla classifica; nei play-off elimina Lazio e Luparense ma è sconfitta ai rigori in Gara 3 della finale dal Perugia.
Nella stagione 2005-06 chiude al secondo posto alle spalle della schiacciasassi Luparense. Entrambi i lupi saranno tuttavia esclusi dalla finale scudetto, eliminati rispettivamente da Nepi e Arzignano Grifo. In Coppa Italia è sconfitta in finale dalla Luparense. 
Nel 2006 si registra anche l'assorbimento della neopromossa F.C. Cinecittà Calcio a 5, società fondata nel 1999 come TG Garden.
La stagione seguente la Roma disputa un campionato incolore concludendo la stagione regolare al sesto posto. Sia nei play-off scudetto sia in Coppa Italia si ferma ai quarti di finale, eliminata rispettivamente da Montesilvano e Luparense.
Nella stagione 2007-2008 inizia il declino della società capitolina, nel frattempo rinominatasi "Associazione Sportiva Roma Futsal". 
All'ultima giornata di campionato, la contemporanea vittoria del Reggio sul Terni e la sconfitta della Roma a Scicli sanciscono la retrocessione in Serie A2. 
La stagione 2008-2009 segna un altro tassello del declino della società capitolina poiché con 11 turni d'anticipo, la Roma Futsal retrocede in Serie B concludendo il campionato all'ultima piazza con un solo punto in classifica. 
La società tuttavia non si iscrive alla categoria, ripartendo dal girone B della Serie D 2009-10 che conclude al terzo posto. Divenuta nel 2012 Wish Roma Futsal, la società milita tuttora nelle categorie inferiori. Nel 2016 la società cambia nuovamente nome, assumendo la denominazione Roma Futsal 5. Nonostante la retrocessione dalla Serie C2 alla Serie D, durante l'estate la società rileva il titolo sportivo del Pavona, militante in Serie C1. Inevitabilmente, la squadra conclude il campionato all'ultimo posto, retrocedendo. La stagione seguente la società rileva il titolo della Brillante Torrino, iscrivendosi in Serie B con la denominazione Club Roma Futsal. L'anno in Serie B 2018-2019 non ottiene grandi risultati e conclude con una retrocessione,ritornando così a militare nella categorie regionali.

## Cronistoria
| Cronistoria della Roma Futsal 5 |
| --- |
| - 2004 · Dalla fusione tra Roma RCB e Gruppo Sportivo BNL nasce la Roma C5. - 2004-05 · 1ª in Serie A. Finalista play-off scudetto. Quarti di finale di Coppa Italia. - 2005-06 · 2ª in Serie A. Semifinalista play-off scudetto. Finalista di Coppa Italia. - 2006 · Assorbe il Cinecittà. - 2006-07 · 6ª in Serie A. Quarti di finale play-off scudetto. Quarti di finale di Coppa Italia. - 2007 · Assume la denominazione Roma Futsal. - 2007-08 · 13ª in Serie A. Retrocessa in Serie A2. - 2008-09 · 14ª nel girone B di Serie A2. Retrocessa in Serie B. - 2009 · Rinuncia alla Serie B e iscrizione in Serie D Lazio. - 2009-10 · 3ª nel girone C di Serie D Lazio. - 2010 · Fusione con il San Vito C5, assume la denominazione Roma Futsal 5. - 2010-11 · ? nel girone ? di Serie D Lazio. - 2011-12 · 3ª nel girone B di Serie D Lazio. - 2012 · Assume la denominazione Wish Roma Futsal 5. - 2012-13 · 7ª nel girone E di Serie D Lazio. - 2013-14 · 5ª nel girone G di Serie D Lazio. - 2014-15 · 1ª nel girone G di Serie D Lazio. Promossa in Serie C2. - 2015-16 · 10ª nel girone A di Serie C2 Lazio. - 2016 · Ritorno alla denominazione Roma Futsal 5. - 2016-17 · 14ª nel girone C di Serie C2 Lazio. Retrocessa in Serie D. - 2017 · Rileva il titolo del Pavona C5. - 2017-18 · 13ª nel girone B di Serie C1 Lazio. Retrocessa in Serie C2. - 2018 · Rileva il titolo della Brillante Torrino, assume la denominazione Club Roma Futsal. - 2018-19 · 12ª nel girone E di Serie B. Retrocessa in Serie C1. 1º turno di Coppa Italia di Serie B. 1º turno di Coppa della Divisione. - 2019-20 · 14ª nel girone B di Serie C1 Lazio. Retrocessa in Serie C2, viene ripescata. - 2020-21 · ? nel girone ? di Serie C1 Lazio. - 2021-22 · 14ª nel girone A di Serie C1 Lazio. Retrocessa in Serie C2, viene ripescata. - 2022-23 · 14ª nel girone B di Serie C1 Lazio. Retrocessa in Serie C2. - 2023-24 · 14ª in Serie C2. Retrocessa in Serie D. - 2024-25 · ? nel girone ? di Serie D Lazio. |

## Statistiche
| 1º | Serie A  | 4 | 2004-2005 | 2007-2008 |           |  |
| 2º | Serie A2 | 1 | 2008-2009 | 2008-2009 |           |  |
| 3º | Serie B  | 1 | 2018-2019 | 2018-2019 |           |  |
| 4º | Serie C1 | 2 | 2017-2018 | 2019-2020 |           |  |
| 5º | Serie C2 | 2 | 2015-2016 | 2016-2017 |           |  |
| 6º | Serie D  | 7 | 2009-2010 | 2014-2015 | 2024-2025 |  |

## Le società costituenti

### Roma RCB
La Roma Robore Certamus Bellum ha partecipato sin dalla sua fondazione (1983) ai campionati nazionali ed è tuttora, dopo la Luparense, la società italiana ad aver vinto più titoli nazionali (5, tra il 1988 e il 2001).

#### Palmarès
- Campionato italiano: 5

1987-88, 1988-89, 1989-90, 1990-91, 2000-01
- Coppa Italia: 2

1988-89, 1989-90.
- European Champions Tournament: 1

1989-90
- Torneo Internazionale di Angers: 1

### Gruppo Sportivo BNL
Il Gruppo Sportivo della Banca Nazionale del Lavoro denominata successivamente anche BNL Roma o BNL Calcetto nacque nel 1987 e segnò la storia del calcio a 5 italiano per tutti gli anni 1990 giocando ben otto finali scudetto consecutive, tra il 1992 al 1999 con quattro successi.

#### Palmarès
- Campionato italiano: 4

1991-92, 1994-95, 1995-96, 1996-97
- Supercoppa italiana: 1

1992
- European Champions Tournament: 1

1995-96